# Kanton Ceton
Der Kanton Ceton ist seit 2015 ein französischer Wahlkreis im Arrondissement Mortagne-au-Perche, im Département Orne und in der Region Normandie; sein Hauptort ist Ceton.

## Gemeinden
Der Kanton besteht aus 18 Gemeinden mit insgesamt 12.421 Einwohnern (Stand: 1. Januar 2022) auf einer Gesamtfläche von 393,98 km²:
| Gemeinde                      | Einwohner 1. Januar 2022 | Fläche km² | Dichte Einw./km² | Code INSEE | Postleitzahl        |
| ----------------------------- | ------------------------ | ---------- | ---------------- | ---------- | ------------------- |
| Appenai-sous-Bellême          | 277                      | 10,74      | 26               | 61005      | 61130               |
| Belforêt-en-Perche            | 1.486                    | 74,53      | 20               | 61196      | 61130, 61360, 61400 |
| Bellême                       | 1.457                    | 1,71       | 852              | 61038      | 61130               |
| Bellou-le-Trichard            | 196                      | 9,67       | 20               | 61041      | 61130               |
| Ceton                         | 1.765                    | 59,39      | 30               | 61079      | 61260               |
| Chemilli                      | 173                      | 10,92      | 16               | 61105      | 61360               |
| Dame-Marie                    | 156                      | 13,27      | 12               | 61142      | 61130               |
| Igé                           | 589                      | 27,86      | 21               | 61207      | 61130               |
| La Chapelle-Souëf             | 245                      | 11,13      | 22               | 61099      | 61130               |
| Origny-le-Roux                | 249                      | 14,12      | 18               | 61319      | 61130               |
| Pouvrai                       | 103                      | 6,8        | 15               | 61336      | 61130               |
| Saint-Fulgent-des-Ormes       | 174                      | 8,32       | 21               | 61388      | 61130               |
| Saint-Germain-de-la-Coudre    | 828                      | 26,21      | 32               | 61394      | 61130               |
| Saint-Hilaire-sur-Erre        | 486                      | 15,12      | 32               | 61405      | 61340               |
| Saint-Martin-du-Vieux-Bellême | 540                      | 15,84      | 34               | 61426      | 61130               |
| Suré                          | 278                      | 17,44      | 16               | 61476      | 61330               |
| Val-au-Perche                 | 3.324                    | 63,26      | 53               | 61484      | 61130, 61260, 61340 |
| Vaunoise                      | 95                       | 7,65       | 12               | 61498      | 61130               |
| Kanton Ceton                  | 12.421                   | 393,98     | 32               | 6109       | –                   |

## Veränderungen im Gemeindebestand seit der landesweiten Neuordnung der Kantone
2017: Fusion Eperrais, La Perrière, Le Gué-de-la-Chaîne, Origny-le-Butin, Saint-Ouen-de-la-Cour und Sérigny → Belforêt-en-Perche
2016: Fusion Gémages, La Rouge, Le Theil, L’Hermitière, Mâle und Saint-Agnan-sur-Erre → Val-au-Perche